# Епархия Циндао
Епархия Циндао (лат. Dioecesis Zimtaovensis) — епархия Римско-Католической церкви с центром в городе Циндао, Китай. Епархия Циндао распространяет свою юрисдикцию на часть территории провинции Шаньдун. Епархия Циндао входит в митрополию Цзинаня. Кафедральным собором епархии Циндао является церковь святого Михаила.

## История
11 февраля 1925 года Римский папа Пий XI издал бреве Quae catholico nomini, которым учредил апостольскую префектуру Циндао, выделив её из апостольского викариата Тенчжоуфу (сегодня – Епархия Яньчжоу).
14 июня 1928 года апостольская префектура Циндао была преобразована в апостольский викариат.
11 апреля 1946 года Римский папа Пий XII издал буллу Quotidie Nos, которой преобразовал апостольский викариат Циндао в епархию.

## Ординарии епархии
- епископ Георг Вайг (18.03.1925 — 3.10.1941);
- епископ Фома Тянь Гэнсинь (10.11.1942 — 11.04.1946) — назначен архиепископом Пекина;
- епископ Faustino M. Tissot (1946—1947);
- священник Augustin Olbert (8.07.1948 — 18.11.1964) — апостольский администратор;
  - Sede vacante;
- епископ Han Xirang (? — 1992);
  - Sede vacante (1992—2000);
- епископ Joseph Li Mishun (13.08.2000 — по настоящее время).

## Источник
- Annuario Pontificio, Libreria Editrice Vaticana, Città del Vaticano, 2003, ISBN 88-209-7422-3
- Бреве Quae catholico nomini, AAS 17 (1925), стр. 226  (лат.)
- Булла Quotidie Nos, AAS 38 (1946), стр. 301  (лат.)